# Siège d'Arles (534)
Pour les articles homonymes, voir Siège d'Arles.
Ve siècle – 768
Il s'agit du siège d'Arles en 534 par Thibert (ou Théodebert), fils de Thierry Ier roi d'Austrasie. Cette opération militaire s'inscrit dans le cadre de l'expansion du Royaume des Francs entre le milieu du Ve siècle et le début du IXe siècle et plus particulièrement des campagnes pour le contrôle des régions méridionales vers 531-534.
Plusieurs historiens affirment sans apporter des arguments décisifs, que le siège a débouché sur une prise de la ville d'Arles.

## Contexte
Ce siège se déroule à la fin de 533 ou plus probablement en 534, dans un contexte particulier lié à la fois aux ambitions et rivalités franques sur les territoires du sud et au régime ostrogoth, soutien de l'empire wisigoth, affaibli après la mort du roi Théodoric.

### Les années 532-534: une expansion franque vers le sud
En 531, Thierry Ier revient d'une guerre contre les Saxons au cours de laquelle certains ont fait circuler le bruit de sa mort, ce qui  entraîne un premier soulèvement de l'Auvergne conduit par Arcadius, fils (ou petit-fils ?) d'Apollinaire, et Childebert, le demi-frère de Thierry. 

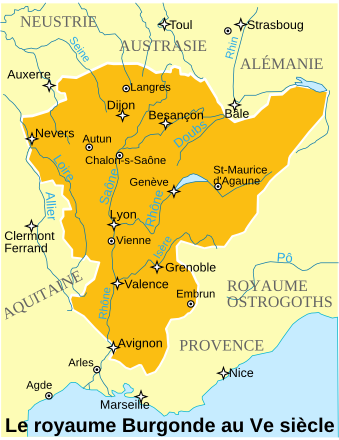
La "Burgundia" telle qu'intégrée au royaumes francs au VIe siècle, après la guerre de Burgondie de 532-534.

Peu après en 532, ses demi-frères, Childebert de retour de son expédition wisigothique après sa tentative ratée en Auvergne et Clotaire, décident d'en finir avec le Royaume de Burgondie et sollicitent la participation de Thierry qui refuse,. Toutefois ce refus est mal compris par ses troupes qui souhaitent pillages et butins et qui lui disent : « Si tu refuses d'aller avec tes frères en Bourgogne, nous te laissons et nous préférons plutôt les suivre ». Mais lui, qui constate que les Auvergnats lui sont infidèles, réplique : « Suivez-moi et je vous conduirai dans un pays où vous prendrez autant d'or et d'argent que peut en désirer votre cupidité ; vous en emporterez des troupeaux, des esclaves, des vêtements en abondance. Mais seulement ne les suivez pas. ».
Thierry investit donc l'Auvergne où un certain Mundéric se prétendant son parent et se proclamant son égal mène la rébellion[réf. nécessaire], tandis que ses frères attaquent le roi de Burgondie, Godomar III. 

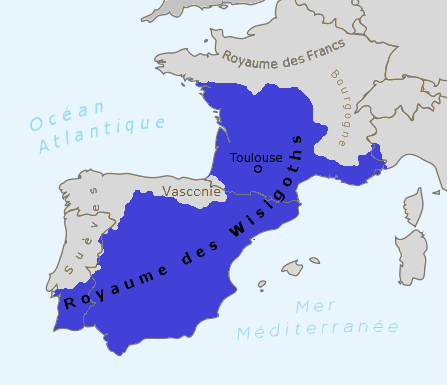
Le Royaume Wisigoth au début du VIe siècle

Au printemps 533, Thierry pousse son fils Thibert qui avait peut-être commencé à participer aux opérations de Burgondie à s'attaquer à l'Aquitaine, où les Wisigoths après la défaite de Vouillé de 507 avaient relevé la tête et reconquis vers 510-515 certains territoires, notamment les cités de Rodez et d'Albi.
À la même époque, l'Auvergne est pillée par les troupes de Thierry, puis à son départ par celles du duc Sigivald un de ses parents à qui Thierry a confié cette province et qui se signale par ses excès et ceux de ses subordonnés. Dans l'appréhension qu'il ne forme un petit royaume, comme avait voulu le faire Munderic, il le fait assassiner et demande à son fils Thibert qui a repris quelques villes en Languedoc et Rouergue, de finir les opérations en Auvergne, ce qu'il fait. Parallèlement il lui donne aussi l'ordre de tuer le fils de Sigivald (Sigewald ?), Giwald ce que Théodebert se refuse à faire.
Au début 534, Thibert est donc en Auvergne (ou à Cabrières ?) où il a rencontré une belle femme Deutherie dont il s'éprend. Dans le même temps ses oncles Childebert et Clotaire aidés probablement de son père Thierry, après la bataille d'Autun, ont finalement conquis la Burgondie qui s'étend à cette époque jusqu'au nord de la Durance, à quelques lieues d'Arles, l'ancienne préfecture des Gaules et ville géostratégique sur le Rhône dont le port permet l'accès à la mer.

### Un royaume ostrogoth affaibli

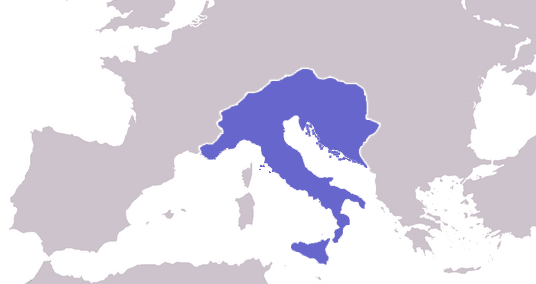
Royaume ostrogoth en 534.

L'arrière-plan véritable de ces opérations doit être recherché dans la mort de Théodoric survenue en 526 et dans l'effondrement de la puissance ostrogothique qui l'a aussitôt suivie. 
Le prestige, la politique méthodique d'alliances entre peuples barbares en particulier entre Wisigoths et Ostrogoths et, le cas échéant, la force militaire de Théodoric avaient contenu l'expansion franque dès avant la mort de Clovis, notamment en Provence où les forces ostrogothiques avaient affronté avec succès les Francs et Burgondes en 508, lors d'un précédent siège d'Arles. Il faut se rappeler qu'Arles avait été dès le début du siècle un objectif du père de Thibert, le roi franc Thierry, qui avait tenté vainement de prendre la cité une première fois vers  501/502, puis associé aux Burgondes, en 507/508.
Ce contentieux, doublé de l'intérêt pour les Francs d'avoir un débouché sur la Méditerranée, avait été laissé en suspens tant que le royaume Wisigoth demeura indissociable des possessions de Théoderic qui avait doté la cité rhodanienne d'une administration. Dès 510, sitôt après la libération de la ville par les forces ostrogothes, Théoderic avait rétabli la fonction de préfet du prétoire des Gaules (præfectus prætorio galliarum)  à Arles, ville wisigothique, en y nommant le préfet Libérius qui resta avec cette charge dans la cité même après le décès du roi. Quelques sources signalent des tentatives d'incursion en Provence de troupes burgondes et franques dès la fin des années 520 ou au début des années 530, mais ces velléités de conquêtes n'aboutissent pas.

### Une occasion?
Les évènements de 533-534 avec la chute de la Burgondie, les opérations en Auvergne et Vivarais et toutes les troupes franques à proximité de la Provence sont à coup sûr, une nouvelle occasion, même s'il est difficile de connaître les motivations précises de Thibert. 
Toutefois, cette situation avec ses risques (conditions de partage de la Burgondie, Provence sous l'éventuelle menace de ses oncles) et avantages (Théodobert est tout proche d'Arles, puissances burgonde et  ostrogothe affaiblies) incite probablement Thibert à tenter une opération sur cette ville dont l'évêque Césaire avait été dans le passé plusieurs fois soupçonné de bienveillance vis-à-vis des Burgondes et Francs, de par ses origines et en raison de la religion.

## Les événements

### Le siège
Grégoire de Tours évoque ce siège de façon très succincte. Il nous dit : 
- Selon la traduction de François Guizot (1823) : Thibert faisait alors le siège de la ville d’Arles, dont les Goths s’étaient emparés[17].
- Selon la traduction de Robert Latouche (1999) : Or les Goths avaient alors envahi la ville d'Arles dont Thibert gardait des otages.

### Arles prise?
Bien que Grégoire ne précise pas si la ville est prise ou pas, certains auteurs se prononcent sur la suite de ce siège.
Pour  Claude Charles Fauriel
.... (Thibert) se crut en état d'attaquer les Ostrogoths en Provence, passa le Rhône et voulut tenter un coup de main sur la ville d'Arles; mais cette fois il échoua et fut rejeté avec perte sur la rive droite du fleuve..
Cet échec de Thibert devant Arles est également défendu par Étienne Grousset : 
Nous n'avons pas à suivre Théodebert en Provence ; disons seulement qu'il ne put s'y établir en maître et s'emparer de la ville d'Arles, défendue par les Ostrogoths..
tout comme par Arthur Malnory qui, dans son ouvrage Saint Césaire Évêque d'Arles (503-543) fixe, quant à lui, ce siège en 533 et donne quelques repères chronologiques :
Arles s’était vue menacée encore une fois des horreurs d’un siège (533) (Grég. H. F. III, c.23). La valeur de Libère avait détourné d’elle cette menace. Puis cet homme illustre avait été rappelé presque aussitôt après de la Préfecture des Gaules (534) (Il l’occupait encore un peu après la mort de Thierry, d’après la lettre de Cassiod. Mais en 535, il commande une ambassade envoyée à Justinien.) pour diriger la politique d’Amalasonthe et de Théodat du côté de Constantinople, et remplacé par le duc Aram, puis par le duc Marcias, comme chefs de l’armée d’occupation renforcée..
Toutefois, la majorité des historiens considèrent que la ville est prise et nous livrent même quelques précisions.  D'après P.A Février, Thibert aurait occupé Arles de façon éphémère, sans plus de précision.
Pour d'autres, Thibert s'empare de la ville avant l'arrivée de secours :
De Cabrières, Théodebert se dirigea sur Arles, dont il fit le siège, et dont les habitants n'évitèrent d'être pillés qu'en payant une forte somme d'argent et en donnant des otages. Une armée d'Ostrogoths, qui accourut au secours de la ville, arriva trop tard pour la sauver..
Des sources indirectes laissent penser également que la ville est prise. L'étude des monnaies montre  que des pièces de Thibert ont été probablement frappées à Arles à cette époque, avant le rattachement officiel de la Provence aux Francs de 536. 
De même, le texte de Grégoire de Tours, juste après le passage signalant ce siège, évoque le départ de Giwald de la cité d'Arles, ce qui pourrait indiquer que ce dernier ne se sentait plus en sécurité dans une ville, certes aux mains de son ami Thibert, mais désormais ville franque : 
... dont les Goths s’étaient emparés. Giwald s’enfuit dans cette ville ; mais, ne s’y croyant pas fort en sûreté, il se rendit en Italie et y demeura..
Enfin dès l'année 534, le gallo-romain Parthenius qui réside à cette époque à Arles se met au service de Thibert et intervient en Auvergne[réf. incomplète], ce qui semble peu logique si la ville n'est pas tombée aux mains de Thibert.
Aussi, faut-il peut-être considérer que lorsque Thibert quitte précipitamment Arles  pour la succession de son père Thierry qui est sur le point de mourir, la ville d'Arles appartient déjà aux Francs, ce qui expliquerait notamment pourquoi le préfet des Gaules Libère abandonne son poste dès 534 et non pas après la cession de la Provence en 536.

### Essai de chronologie
- Printemps 534 : Siège et (prise ?) d'Arles
- Départ précipité de Thibert apprenant son père, Thierry, mourant
- mort de Thierry Ier quelques jours après le retour de Thibert
- Après la mort de Thierry, Libère est encore mentionné avec le titre de préfet
- 2 octobre 534 : mort du roi ostrogoth Athalaric
- Fin 534, après la mort de Thierry, et probablement la prise d'Arles ? ou la mort d'Athalaric, possibles raisons de son rappel à Ravenne : départ du préfet Libère d'Arles